# His Majesty’s Declaration of Abdication Act 1936

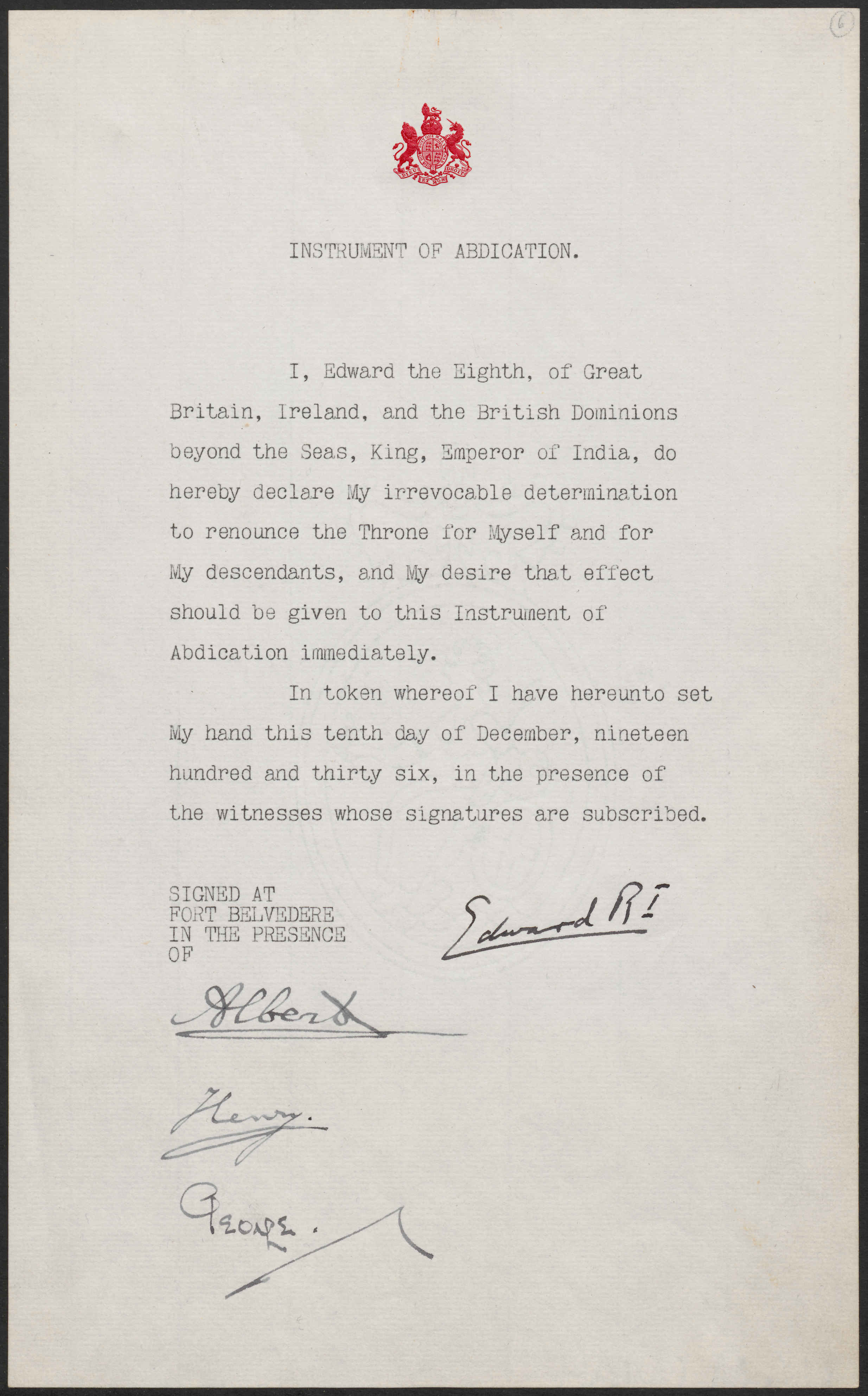
Instrument of Abdication, VII. Eduárd lemondó nyilatkozata

A His Majesty's Declaration of Abdication Act 1936 (magyarul Törvény Őfelsége lemondási nyilatkozatáról, 1936; hosszú címén An Act to give effect to His Majesty's declaration of abdication; and for purposes connected therewith, magyarul Törvény őfelsége lemondási nyilatkozatának érvényre juttatásához és az azokkal kapcsolatos célokért) volt az a  jogszabály, mely lehetővé tette VIII. Eduárd királynak hogy lemondjon a trónról, és mely Albert hercegre, York hercegére ruházta az utódlást. VIII. Eduárd azért mondott le, hogy összeházasodhasson Wallis Simpsonnal, miután szembesült az Egyesült Királyság és a brit domíniumok kormányainak ellenállásával. Bár VIII. Eduárd már a megelőző napon aláírt egy lemondási nyilatkozatot, mégis királynak számított, amíg nem adta meg a királyi jóváhagyást (Royal Assent) ennek a törvénynek.
A törvény egy nap alatt keresztülment a parlament két házán módosítások nélkül. Mivel az 1931-es westminsteri statútum  kimondja, hogy a leszármazási rendnek azonosnak kell maradnia a korona birodalmaiban, ezért néhány nemzetközösségi királyság (Kanada, Ausztrália, a Dél-Afrikai Unió és Új-Zéland) kormánya beleegyezését adta, hogy a törvény érvényes legyen az ő országukban is. Kanada a Succession to the Throne Actet (Törvény a trón utódlásáról) is elfogadta, mely módosította az utódlás rendjét Kanadában, hogy biztosítsa a konzisztenciát az akkor érvényben lévő brit jogszabályok megváltozásával. Az Ír Szabadállam az External Relations Actet fogadta el, melyben elismerte a Yorki herceget királynak, azonban az ír törvényt egy nappal később fogadták el, mint a többi domínium törvényeit és így Eduárd egy nappal tovább volt király Írországban, mint máshol.
A törvényre két fő okból volt szükség.
- Először is, nincs rendelkezés a brit jogban az uralkodó lemondására. Az Act of Settlement 1701 biztosította, hogy Zsófia hannoveri választófejedelemné legidősebb leszármazottja Anglia uralkodója. Az Act of Union 1707 megerősítette ugyanezt Nagy-Britanniára. Ennek következtében Zsófia legidősebb leszármazottja az uralkodó, akár akarja, akár nem. Amennyiben egy uralkodó lemond, egy parlamenti törvénynek kell ehhez érvényt szereznie.
- Másodszor, a törvény biztosította, hogy a trón Albert yorki hercegre száll anélkül, hogy Zsófia más leszármazottait kizárná az utódlási sorból. VIII. Eduárd későbbi utódjai azonban nem nyújthatnak be igényt a trónra, és nem köti őket a Royal Marriages Act 1772.

Amint VIII. Eduárd király megadta a törvény királyi jóváhagyását (melyet valójában szóban jelentettek be a nevében, ahogy megszokott, a Lord Commissionerek a Lordok Házában) nem volt többé Nagy-Britannia és Észak-Írország Egyesült Királyságának királya. A trón azonnal Albert yorki hercegre szállt, akit másnap Londonban a Szent Jakab-palotában VI. Györgynek kiáltottak ki.

## Fordítás
- Ez a szócikk részben vagy egészben  a   His Majesty's Declaration of Abdication Act 1936 című angol Wikipédia-szócikk ezen változatának fordításán alapul.  Az eredeti cikk szerkesztőit annak laptörténete sorolja fel. Ez a jelzés csupán a megfogalmazás eredetét és a szerzői jogokat jelzi, nem szolgál a cikkben szereplő információk forrásmegjelöléseként.